# Antipapa Honório II
Honório II, nascido Pedro Cadálo, foi um antipapa entre 1061 a 1072. Ele nasceu em Verona e se tornou bispo de Parma em 1046. Morreu em Parma em 1072.
Após a morte do Papa Nicolau II (1059-1061) em julho de 1061, dois grupos diferentes se reuniram para eleger um novo Papa. Os cardeais se reuniram sob a direção de Hildebrand (que posteriormente se tornou o Papa Gregório VII) e elegeram o Papa Alexandre II (1061-1073) em 30 de setembro de 1061. Alexandre II tinha sido um dos dirigentes do partido reformista em seu cargo com Anselmo, o Velho, bispo de Lucca.
Vinte e oito dias após a eleição de Alexandre II, uma assembléia de alemães e os bispos da Lombardia e notáveis contrários ao movimento de reforma, foi formada em Basileia pela Imperatriz Inês como regente de seu filho, o Imperador Henrique IV (1056-1105), e foi presidida pelo chanceler imperial Wilbert. Eles elegeram em 28 de outubro de 1061, o bispo de Parma, Cadalus, que assumiu com o nome de Honório II.
Com o apoio da Imperatriz e dos nobres, na primavera de 1062, Honório II, com suas tropas, marcharam em direção a Roma, para reivindicar a sede papal à força. O Bispo Benzo de Alba ajudou a sua causa como emissário imperial de Roma, e Cadalus avançou até Sutri. Em 14 de abril, um conflito breve, mas sangrento, ocorreu em Roma, em que as forças de Alexandre II perderam e o antipapa  Honório II tomou posse das arredores da Basílica de São Pedro.
O Duque Godofredo de Lorena chegou em maio de 1062, e induziu os dois rivais a submeter o assunto à decisão do rei. Honório II retirou-se para Parma e Alexandre II retornou a sua sé em Lucca, na pendência da mediação de Godofredo com o tribunal alemão e os conselheiros do jovem rei alemão, Henrique IV.
Na Alemanha, entretanto, uma revolução tinha ocorrido. Anno, o poderoso Arcebispo de Colônia, tomou a regência, e a Imperatriz Inês retirou-se para o convento em Fructuaria no Piemonte. A principal autoridade na Alemanha passou a Anno, que era hostil a Honório II.
Tendo-se declarado contra Cadalus, o novo regente, o Concílio de Augsburg (Outubro de 1062), assegurou a nomeação de um enviado para ser enviado a Roma para o propósito de investigar as acusações de simonia contra Alexandre II. O enviado, Burchard II, Bispo de Halberstadt (sobrinho de Anno) não encontrou nenhuma objeção a eleição de Alexandre II. Assim, Alexandre II foi reconhecido como o pontífice legal, e seu rival, Cadalus (Honório II), foi excomungado em 1063.
O antipapa, no entanto, não abandonou as suas pretensões. Em um contra-sínodo realizado em Parma, ele desafiou a excomunhão. Reuniu uma força armada e novamente seguiu para Roma, onde estabeleceu-se no Castelo de Santo Ângelo.
A guerra que se seguiu entre os papas rivas durou cerca de um ano. Honório II acabou por desistir, saiu de Roma como um fugitivo, e retornou a Parma.
O Concílio de Mântua, no dia de Pentecostes, 31 de maio de 1064, terminou o cisma por declarar formalmente Alexandre II como sendo o legítimo sucessor de São Pedro. Honório II, porém, manteve sua reivindicação à cadeira papal até o dia de sua morte em 1072.